# パウル・コンスタンティネスク
パウル・コンスタンティネスク（Paul Constantinescu、1909年1月30日 - 1963年12月20日）は、ルーマニアの作曲家。

## 経歴
プロイエシュティ出身。ブカレスト音楽院でディミトリエ・ククリン、ミハイル・ジョラらに学び、ウィーンではヨーゼフ・マルクスに師事した。1935年から1941年にかけて音楽アカデミーで音楽理論の教授を務め、その後ブカレスト音楽院で作曲の教授となった。オペラ作曲家として知られ「嵐の夜」などの作品がある。他に弦楽のための協奏曲、チェロと管弦楽のためのビザンツの主題による自由な変奏曲（1961）、ヴァイオリン協奏曲（1955）、ピアノ協奏曲（1952）、交響曲第１番（1944、1955改作）、ピアノのための小品（1952）、ビザンティン・クリスマス・オラトリオ（1947）などがある。

## 文献
- Tomescu, V. (1967): „Paul Constantinescu”. București: Editura muzicală
- Ionașcu, S.: „Paul Constantinescu și muzica psaltică românească”, București: Editura Institutului Biblic și de Misiune a Bisericii Ortodoxe Române
- Hârlav-Maistorovici, S. (2004): „Paul Constaninescu. Despre poezia muzicii”, Ploiești: Editura Premier.